# Øystein Linnebo
Øystein Linnebo es un filósofo noruego. Estudió Matemáticas en la Universidad de Bergen, y, después, en la Universidad de Oslo, Noruega. Se graduó de Magíster en 1995 con la tesis The Number of Genus 2 Degree 5 Curves on Some Calabi-Yau Threefolds. Posteriormente, prosiguió sus estudios doctorales en Filosofía en la Universidad Harvard, Estados Unidos. En 2002, obtuvo su doctorado con la disertación Science with Numbers: A Naturalistic Defense of Mathematical Platonism, dirigida por Charles Parsons, Richard Heck y Warren Goldfarb.
Luego, obtuvo una pasantía posdoctoral de un año en la Universidad de Oxford. Allí, trabajo junto con Timothy Williamson. Desde 2006, se desempeña como docente en la Universidad de Bristol, Reino Unido.
Sus principales investigaciones las realiza en filosofía de la lógica, metafísica, filosofía de la matemática y filosofía del lenguaje. Está particularmente interesado en las cuestiones concernientes a la ontología, necesidad, individuación, esencia, referencia (especialmente a objetos abstractos), necesidad y conocimiento de verdades necesarias. Aunque su proceder es a estas cuestiones es ampliamente fregeano, no se considera partidario de la escuela Neo-fregeana escocesa, también conocida como Abstraccionismo.
Desde el año 2022 el profesor Linnebo es profesor invitado en la Universidad de la Suiza Italiana.

## Publicaciones

### Artículos
- Plural Quantification Expoused, Noûs, 37:1 (2003), 71-92.
- Frege's Conception of Logic: From Kant to Grundgesetze, Manuscrito 26:2 (2003), 235-252.

Esta edición especial está dedicada a Gottlob Frege y fue dirigida por Marco Ruffino.
- Predicative Fragments of Frege Arithmetic, Bulletin of Symbolic Logic 10:2 (2004), 153-174.
- Frege's Proof of Referentiality, Notre Dame Journal of Formal Logic 45:2 (2004), 73-98.
- To Be Is to Be an F, Dialectica 59(2): 2005, 201-222.

Esta edición estuvo dedicada al Problema de Julio César de Frege.
- Epistemological Challenges to Mathematical Platonism, Philosophical Studies 129(3): 2006, 545-574.
- Burgess on Plural Logic and Set Theory, Philosophia Mathematica 15(1): 2007, 79-93.
- Structuralism and the Notion of Dependence, Philosophical Quarterly 58: 2008, 59-79.
- Plural Quantification, en Stanford Encyclopedia of Philosophy, 2008².

### Reseñas y Estudios críticos
- Estudio crítico de Philosophy of Mathematics: Structure and Ontology de Stewart Shapiro, Philosophia Mathematica, 11:1 (2003), 92-104.
- Mending the Master (Nota crítica de Fixing Frege, de John P. Burgess), Philosophia Mathematica 14(3): 2006, 338-351.
- Reseña de FINE, Kit: The Limits of Abstraction, Australasian Journal of Philosophy 82:4 (2004), 653-6.
- Reseña de FINE, Kit: Modality and Tense, Philosophical Quarterly 57:227 (2007), 294-7.